# Vida (альбом Tazenda)
Vida — студийный альбом группы Tazenda, выпущенный в Италии 22 июня 2007 году студией Radiorama. Этот альбом стал первым альбомом группы, записанным с новым фронтменом Беппе Деттори. Альбом содержит 13 треков, среди которых новые песни, написанные специально для нового вокалиста, и обновленные версии уже известных композиций группы. Название альбома с сардинского переводится как «жизнь».

## Специфика
Жанр — этно-рок, фолк-рок, поп-рок, поп, этническая музыка. Тексты песен на итальянском и сардинском (логудорский диалект) языке. Основная идея этого альбома — память о бывшем лидере коллектива — Андреа Пароди, скончавшемся в 2006 году после продолжительной болезни. Пять треков в составе альбома представляют собой по-новому обработанные версии ранних хитов группы с записью вокала Андреа Пароди, остальные треки — новые песни, исполненные новым вокалистом Беппе Деттори. Также один из треков (No potho reposare) записан по особой технологии: часть песни записана голосом нового солиста — Беппе Деттори, а на другой части звучит голос Андреа Пароди — её первоначального исполнителя. Автор большинства песен альбома — Джино Мариэлли (участник группы). Один из новых треков альбома — «Domo mea» (сард. Мой дом) записан совместно с итальянским исполнителем Эросом Рамазотти. Этот трек вышел отдельным синглом в мае того же года. Также в ноябре в виде сингла вышла другая запись с этого альбома — «La ricerca di te» (на эту песню снят официальный клип с участием Беппе Деттори, Джино Мариэлли и Джиджи Камедда). Чуть позже, 29 июня, была опубликована особая версия альбома «Vida». В ней обработанная по-новому версия песни Domo mea (совмещенная с Mamojada) представлена в качестве бонус-трека, а также появилась расширенная версия песни «Desperada e laudada».

## Рейтинг альбома
Исполненная дуэтом с Эросом Рамазотти композиция «Domo mea» в течение нескольких месяцев держалась на вершине национальных хит парадов и вернула былую популярность группе. Было продано 108 000 копий диска, благодаря чему альбому был присвоен статус «Золотого Диска». Таким образом, «Vida» — второй альбом в истории группы, получивший этот статус (первый альбом — «Murales» — стал золотым диском в 1991 году). Также в 2007 году альбом вошёл в Топ-100 популярных альбомов европейского хит-парада. В 2007—2008 альбом в течение девяти недель держался в десятке лучших итальянского чарта Italy Albums Top 100, достигая максимально седьмого места в рейтинге в течение трех недель. В целом альбом продержался в чарте в течение двадцати восьми недель.

## Музыканты, участвовавшие в записи
- Андреа Пароди (вокал)
- Беппе Деттори (вокал)
- Джино Мариэлли (вокал, гитара)
- Джиджи Камедда (вокал)

## Треки
1. Domo mea
2. Universos
3. A chent’annos
4. Sa fiza 'e su re
5. Chelos
6. La ricerca di te
7. Desperada e laudada
8. No potho reposare
9. Spunta la luna dal monte
10. Pitzinnos in sa gherra
11. Nannedu meu
12. Carrasecare
13. Mamojada[8][9]